# Luo Xuejuan
Luo Xuejuan (Hangzhou (Zhejiang), 26 januari 1984) is een Chinese zwemster. Ze vertegenwoordigde haar vaderland op de Olympische Zomerspelen 2000 in Sydney, Australië en op de Olympische Zomerspelen 2004 in Athene, Griekenland.

## Zwemcarrière
Bij haar internationale debuut, op de Olympische Zomerspelen van 2000 in Sydney, Australië eindigde Luo als achtste op de 200 meter schoolslag. Tijdens de Wereldkampioenschappen zwemmen 2001 in Fukuoka, Japan veroverde de Chinese de wereldtitel op zowel de 50 als de 100 meter schoolslag, op de 200 meter schoolslag legde ze beslag op de bronzen medaille. Samen met Zhan Shu, Ruan Yi en Xu Yanwei sleepte ze de bronzen medaille in de wacht op de 4x100 meter wisselslag. Op de Wereldkampioenschappen kortebaanzwemmen 2002 in Moskou, Rusland veroverde Luo de zilveren medaille op de 50 meter schoolslag en de bronzen medaille op de 100 meter schoolslag. Op de 4x100 meter wisselslag sleepte ze samen met Zhan Shu, Zheng Xi en Xu Yanwei de bronzen medaille in de wacht. In Yokohama, Japan nam de Chinese deel aan de Pan Pacific kampioenschappen zwemmen 2002, op dit toernooi legde ze beslag op de bronzen medaille op de 100 meter schoolslag en eindigde ze als vierde op de 200 meter schoolslag. Op de Wereldkampioenschappen zwemmen 2003 in Barcelona, Spanje verdedigde Luo met succes haar wereldtitels op de 50 en de 100 meter schoolslag. Samen met Shan Zhu, Zhou Yafei en Yang Yu veroverde ze de wereldtitel op de 4x100 meter wisselslag. Tijdens de Olympische Zomerspelen van 2004 in Athene, Griekenland sleepte de Chinese de gouden medaille in de wacht op de 100 meter schoolslag. Op de 4x100 meter wisselslag eindigde ze samen met Chen Xiujun, Zhou Yafei en Zhu Yingwen op de vierde plaats. In Indianapolis, Verenigde Staten nam Luo deel aan de Wereldkampioenschappen kortebaanzwemmen 2004, op dit toernooi eindigde ze als vijfde op de 50 meter schoolslag. Op de Wereldkampioenschappen zwemmen 2005 in Montreal, Canada eindigde de Chinese als vierde op de 100 meter schoolslag en als zevende op de 50 meter schoolslag. Samen met Chen Yanyan, Zhou Yafei en Zhu Yingwen eindigde ze als vierde op de 4x100 meter wisselslag.

### Afscheid
Nadat Luo in 2006 alle belangrijke wedstrijden aan zich voorbij had laten gaan maakte ze op 24 januari 2007 bekend dat ze haar zwemcarrière beëindigde vanwege hartproblemen. Volgens Luo hadden de dokters haar geadviseerd om te stoppen, omdat haar leven in gevaar zou komen als ze haar sport bleef beoefenen op olympisch niveau. Op 24 maart 2008 was Luo de tweede drager van de olympische vlam, en de eerste afkomstig uit China.

## Internationale toernooien
| Jaar | Olympische Spelen                                 | WK langebaan                                                                               | WK kortebaan                                                        | Pan Pacifics                                    |
| ---- | ------------------------------------------------- | ------------------------------------------------------------------------------------------ | ------------------------------------------------------------------- | ----------------------------------------------- |
| 2000 | 8ste 200 meter schoolslag                         |                                                                                            | geen deelname                                                       |                                                 |
| 2001 |                                                   | 50 meter schoolslag · 100 meter schoolslag · 200 meter schoolslag · 4x100 meter wisselslag |                                                                     |                                                 |
| 2002 |                                                   |                                                                                            | 50 meter schoolslag · 100 meter schoolslag · 4x100 meter wisselslag | 100 meter schoolslag · 4de 200 meter schoolslag |
| 2003 |                                                   | 50 meter schoolslag · 100 meter schoolslag · 4x100 meter wisselslag                        |                                                                     |                                                 |
| 2004 | 100 meter schoolslag · 4de 4x100 meter wisselslag |                                                                                            | 5de 50 meter schoolslag                                             |                                                 |
| 2005 |                                                   | 7de 50 meter schoolslag 4de 100 meter schoolslag 4de 4x100 meter wisselslag                |                                                                     |                                                 |

## Referentie
1. ↑  Luo tweede drager olympische vlam torchrelay.beijing2008.com